# 美國夏令時

1918年3月31日，美国国会大厦的俄亥俄州时钟被調整，这是美國的第一个夏令时

美国夏令时是美國在白天時間较长时将时钟拨快一小时的做法。美国的大部分地区都遵守夏令时(DST)，不過亞利桑那州（亞利桑那州的納瓦霍人在納瓦霍國实行夏令时）、 夏威夷 以及美国领地美屬薩摩亞、關島、北马里亚纳群岛、波多黎各和美屬維爾京群島等地不實行夏令时。 1966年统一时间法案規定美国全國统一實行夏令时。
在美国，夏令时从3月的第二个星期日开始，到11月的第一个星期日结束，並在当地时间凌晨2点更改時間。春天開始施行夏令時時，在當天的凌晨2点人們要把時鐘撥到3点，在秋天結束夏令時時，时钟要从凌晨2点撥到1点。每年的夏令时時間总共持续34周（238天），约占全年的65%。

## 美国夏令时的历史
本傑明·富蘭克林在1784年提出了夏令時，當時他寫信給《巴黎日报》並指出，巴黎人在實施夏令時後起床時間更早，可以节省蜡烛。根据他的计算，巴黎市民因此可以節省2亿美元（根據現在的換算）。富兰克林的建议似乎更像是一个笑话，而且並沒有被採納。
第一次世界大战期間，为了节省能源，德意志帝國于1916年5月1日开始實行夏令时。欧洲其他地区很快跟进。美国於1918年3月19日通過了标准时间法，決定實行夏令時，该法规定夏令時从1918年3月31日开始實施，10月27日結束。不過夏令時遭到美國农民的反對，因为夏令时意味着他们在早上把牛奶和收获的农作物送到市场的时间更少。一战結束后，美國国会決定停止夏令時。不過美國地方可以選擇是否實施夏令時。纽约市市區继续夏令时，而市外的农村地区则不遵守。由于纽约市是美國的金融之都，美國其他地方纷纷效仿。全国性的夏令时直到二战期间才再次确立。1942年2月9日，美國總統富兰克林·德拉诺·罗斯福制定了全年夏令时。它一直持续到1945年9月的最后一个星期日（30日）。1945年后，密西西比河以东的许多州和城市（主要是俄亥俄河和波托马克河以北）繼續實行夏令時。
从1945年到1966年，美國沒有設立关于夏令时的全國性法律，因此地方可以可以選擇是否實行夏令時。到1965 年，有18个州每年实行為期6个月的夏令时，18 个州没有實行夏令時，但城镇可以自己選擇實行夏令时，另外有12个州完全不實施夏令时。

### 1966–1972：建立联邦标准
1966年，美國開始實施统一时间法案(PL 89-387)。从1967 年开始，该法案规定美國開始全國實行夏令時。 1967年，亚利桑那州和密歇根州成为首批豁免實行夏令時，不過密歇根州於1972年开始實行夏令時。截至2021年8月  ，美國以下州和地区不遵守夏令时：亚利桑那州、夏威夷州、美属萨摩亚、关岛、北马里亚纳群岛、波多黎各和美屬維爾京群島。
2022年3月15日，美国参议院一致通过了《阳光保护法》。如果众议院通过并由美国总统乔·拜登签署，美国将在任何已经實施夏令时的州永久实行夏令时。这一变化意味着从2023年11月5日起，實行夏令時的地方可以不用再調整时钟。